# Amoeiro
Amoeiro ist eine spanische Gemeinde (Concello) mit 2.399 Einwohnern (Stand: 2024) in der Provinz Ourense der Autonomen Gemeinschaft Galicien.

## Geografie
Amoeiro liegt im nordwestlichen Teil der Provinz Ourense ca. 10 Kilometer nordwestlich der Provinzhauptstadt Ourense.
Umgeben wird Amoeiro von den sechs Nachbargemeinden:
|        | San Cristovo de Cea                         | Vilamarín |
| Maside | Kompassrose, die auf Nachbargemeinden zeigt | Coles     |
| Punxín |                                             | Ourense   |

Amoeiro ist Teil der Chaos-Hochebene, nordwestlich des Tals des Flusses Miño gelegen. Der Río Formigueiro durchströmt das Gebiet der Gemeinde von Nordost nach Südwest. Er ist ein Nebenfluss des Río Barbantiño, der an der Grenze zu den Nachbargemeinden San Cristovo de Cea und Maside entlangfließt. Das Oberflächenrelief des Gemeindegebiets ist wellig mit Erhebungen nicht über 500 m ohne markante Hügel oder Berge.

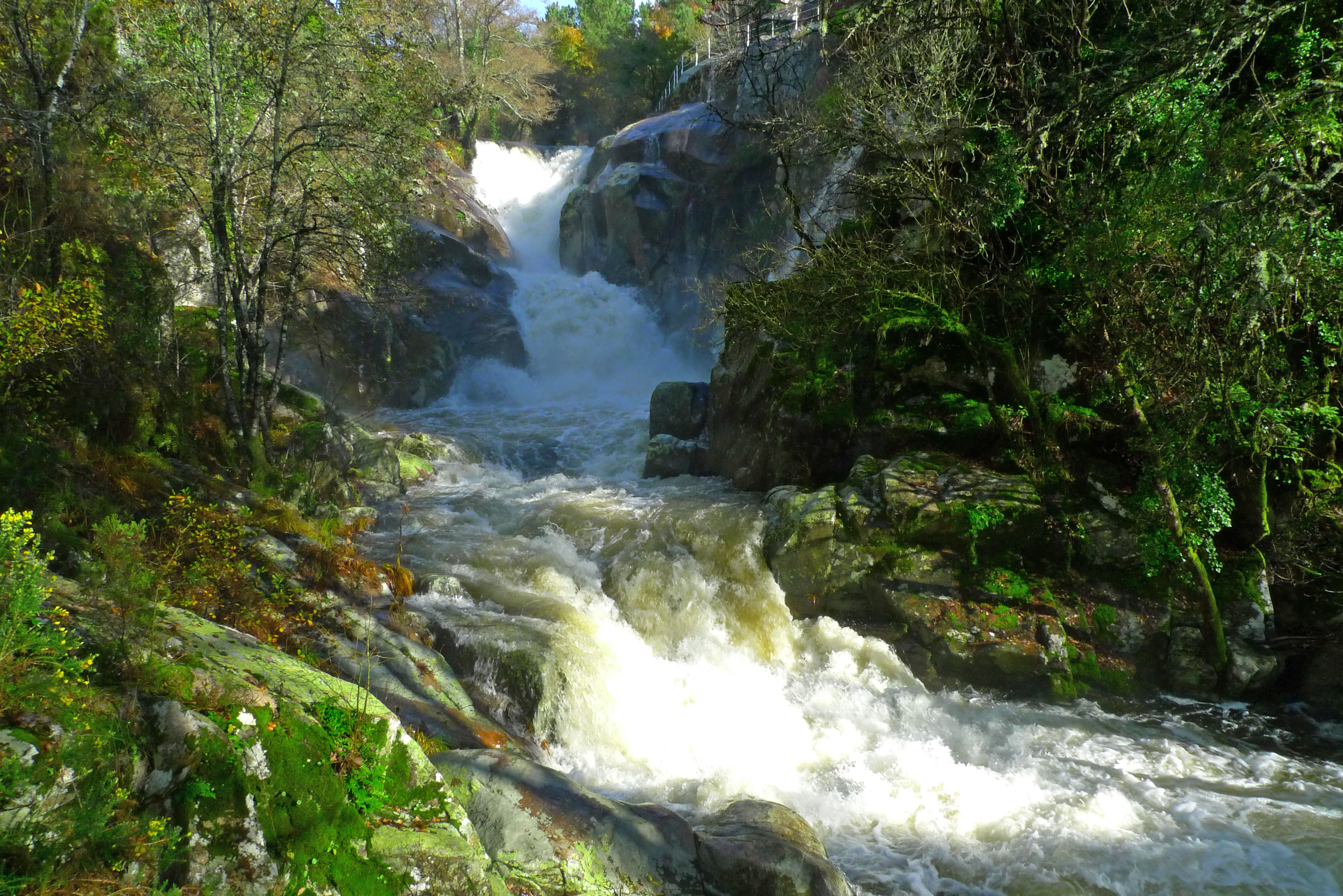
Wasserfall des Río Barbantiño
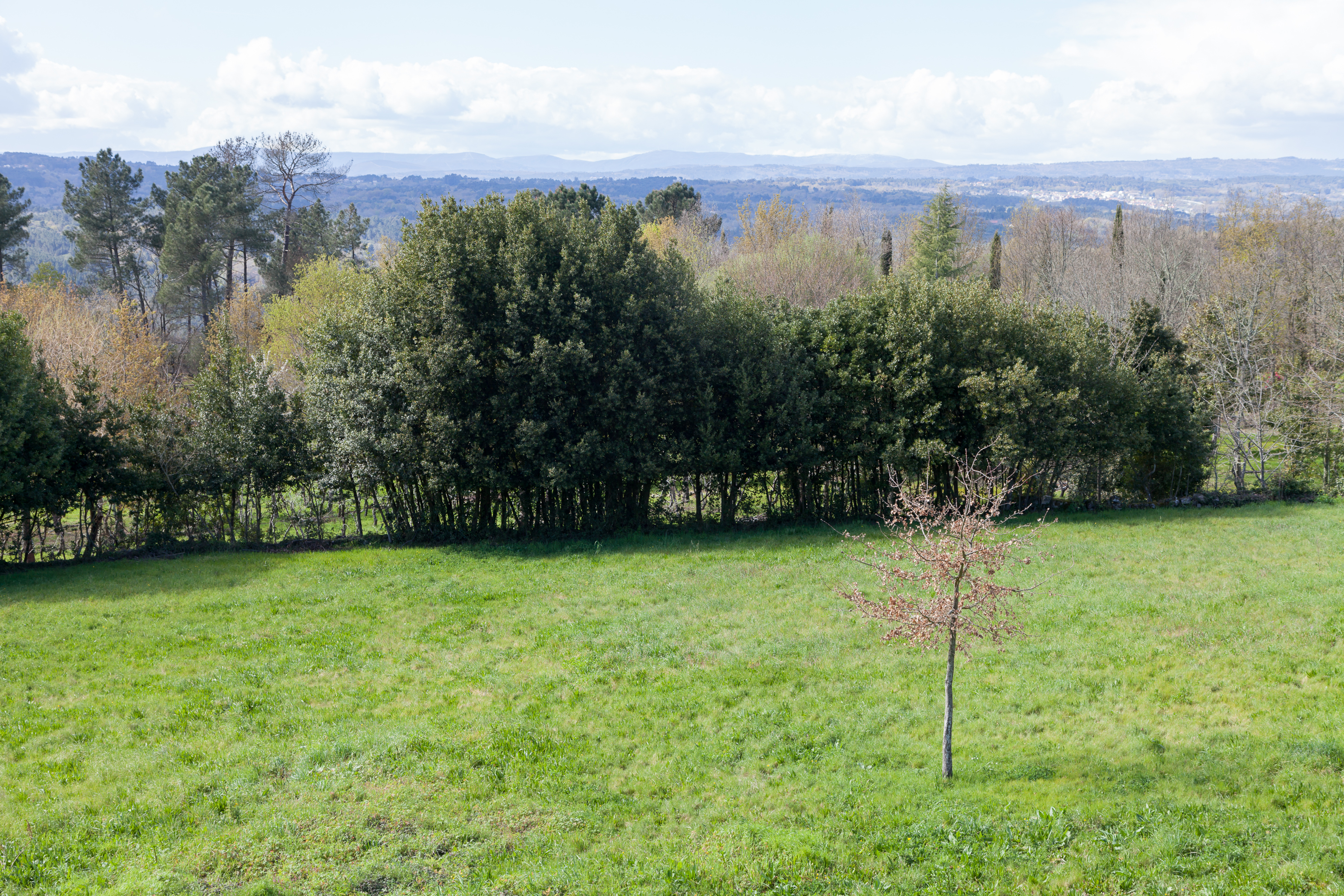
Blick von der Parroquia Trasalba

## Klima
|                        | Jan | Feb  | Mär  | Apr  | Mai  | Jun  | Jul  | Aug  | Sep  | Okt  | Nov  | Dez  |   |      |
| Mittl. Temperatur (°C) | 6,1 | 6,6  | 8,9  | 10,8 | 13,6 | 17,3 | 19,1 | 19,4 | 17,6 | 13,9 | 8,9  | 6,7  | ⌀ | 12,4 |
| Mittl. Tagesmax. (°C)  | 10  | 11,1 | 13,8 | 15,7 | 18,6 | 22,6 | 24,8 | 25,4 | 23,4 | 18,5 | 12,7 | 10,7 | ⌀ | 17,3 |
| Mittl. Tagesmin. (°C)  | 2,6 | 2,3  | 4,1  | 5,8  | 8,5  | 11,9 | 13,6 | 13,8 | 12,2 | 9,5  | 5,4  | 3,1  | ⌀ | 7,8  |
|                        |     |      |      |      |      |      |      |      |      |      |      |      |   |      |
| Niederschlag (mm)      | 143 | 105  | 108  | 118  | 99   | 57   | 33   | 40   | 71   | 153  | 154  | 144  | Σ | 1225 |
|                        |     |      |      |      |      |      |      |      |      |      |      |      |   |      |
| Sonnenstunden (h/d)    | 3,6 | 4,7  | 5,8  | 6,6  | 7,4  | 8,3  | 8,4  | 8,3  | 7,7  | 5,9  | 4,0  | 3,8  | ⌀ | 6,2  |
|                        |     |      |      |      |      |      |      |      |      |      |      |      |   |      |
| Regentage (d)          | 10  | 8    | 8    | 11   | 10   | 7    | 5    | 5    | 7    | 10   | 11   | 10   | Σ | 102  |
|                        |     |      |      |      |      |      |      |      |      |      |      |      |   |      |
| Luftfeuchtigkeit (%)   | 87  | 82   | 78   | 78   | 77   | 73   | 70   | 69   | 70   | 79   | 85   | 85   | ⌀ | 77,7 |

| 2,6 |

| 2,3 |

| 4,1 |

| 5,8 |

| 8,5 |

| 11,9 |

| 13,6 |

| 13,8 |

| 12,2 |

| 9,5 |

| 5,4 |

| 3,1 |

| 2,6 |

| 2,3 |

| 4,1 |

| 5,8 |

| 8,5 |

| 11,9 |

| 13,6 |

| 13,8 |

| 12,2 |

| 9,5 |

| 5,4 |

| 3,1 |

Das Klima zeichnet sich durch mäßig warme Sommer und milde Winter aus. 48 % der Niederschläge fallen in den vier Monaten Oktober bis Januar. Der November ist der feuchteste Monat des Jahres und mehr als viermal so niederschlagsreich wie der Juli, der trockenste Monat des Jahres. Die monatlichen Regentage und Niederschlagsmengen nehmen in den Sommermonaten Juni bis August deutlich ab. Das Klima ist als Mittelmeerklima (Csb-Klima) nach Köppen und Geiger klassifiziert.

## Bevölkerungsentwicklung der Gemeinde
Legende: Amoéiro___Amoeiro

Quelle: INE-Archiv – grafische Aufarbeitung für Wikipedia
Nach einem Anwachsen der Gemeindegröße auf über 4700 Einwohner um 1940 sank die Zahl der Bevölkerung in der Folgezeit bis unter 2500. Ein besonders markanter Rückgang ist zwischen 1960 und 1970 zu verzeichnen, als die Gemeinde in dieser Dekade über 29 % ihrer Bevölkerung verlor.
| Männer | Alterstufe | Frauen |
| ------ | ---------- | ------ |
| 2      | 100+       | 4      |
| 4      | 95–99      | 15     |
| 14     | 90–94      | 33     |
| 40     | 85–89      | 68     |
| 38     | 80–84      | 61     |
| 70     | 75–79      | 73     |
| 100    | 70–74      | 83     |
| 89     | 65–69      | 83     |
| 81     | 60–64      | 84     |
| 99     | 55–59      | 90     |
| 115    | 50–54      | 82     |
| 104    | 45–49      | 78     |
| 80     | 40–44      | 86     |
| 86     | 35–39      | 62     |
| 55     | 30–34      | 56     |
| 46     | 25–29      | 35     |
| 28     | 20–24      | 34     |
| 34     | 15–19      | 33     |
| 34     | 10–14      | 33     |
| 25     | 5–9        | 34     |
| 35     | 0–4        | 27     |

Am 1. Januar 2021 waren ca. 56 % der Bevölkerung (rund 61 % der Männer, rund 53 % der Frauen) im erwerbsfähigen Alter (20–64), während dieser Wert für ganz Spanien ca. 61 % betrug.
Eine erhebliche und fortschreitende Überalterung der Bevölkerung der Gemeinde zeigt folgende Tabelle, bei der das Verhältnis von Gruppen von älteren Personen mit Gruppen von Personen der jüngeren Generation verglichen wird:
| Alter | Anzahl Personen | Alter | Anzahl Personen | Provinz | Galicien | Spanien |
| ----- | --------------- | ----- | --------------- | ------- | -------- | ------- |
| 60–64 | 100             | 20–24 | 38              | 51      | 58       | 79      |
| 55–59 | 100             | 15–19 | 35              | 49      | 57       | 71      |
| 50–54 | 100             | 10–14 | 34              | 50      | 56       | 68      |

## Gemeindegliederung
Die Gemeinde Amoeiro ist in acht Parroquias gegliedert:
| Parroquias        | Patrozinium  | Einwohner 2024 | Fläche km² | Dichte Einw./km² | Höhe msnm | Ortskennzahl |
| ----------------- | ------------ | -------------- | ---------- | ---------------- | --------- | ------------ |
| Abruciños         | San Xoán     | 72             | 1,71       | 42               | 401       | 32002010000  |
| Amoeiro           | Santa María  | 551            | 4,33       | 127              | 442       | 32002020000  |
| Bóveda de Amoeiro | San Paio     | 441            | 6,80       | 65               | 473       | 32002030000  |
| Cornoces          | San Martiño  | 229            | 4,35       | 53               | 398       | 32002040000  |
| Fontefría         | Santa Mariña | 202            | 3,77       | 54               | 350       | 32002050000  |
| Parada de Amoeiro | Santiago     | 285            | 4,78       | 60               | 0         | 32002060000  |
| Rouzós            | San Cibrao   | 323            | 6,47       | 50               | 441       | 32002070000  |
| Trasalba          | San Pedro    | 288            | 7,48       | 39               | 387       | 32002080000  |

Der Sitz der Gemeinde befindet sich in Amoeiro in der gleichnamigen Parroquia.

## Jakobsweg

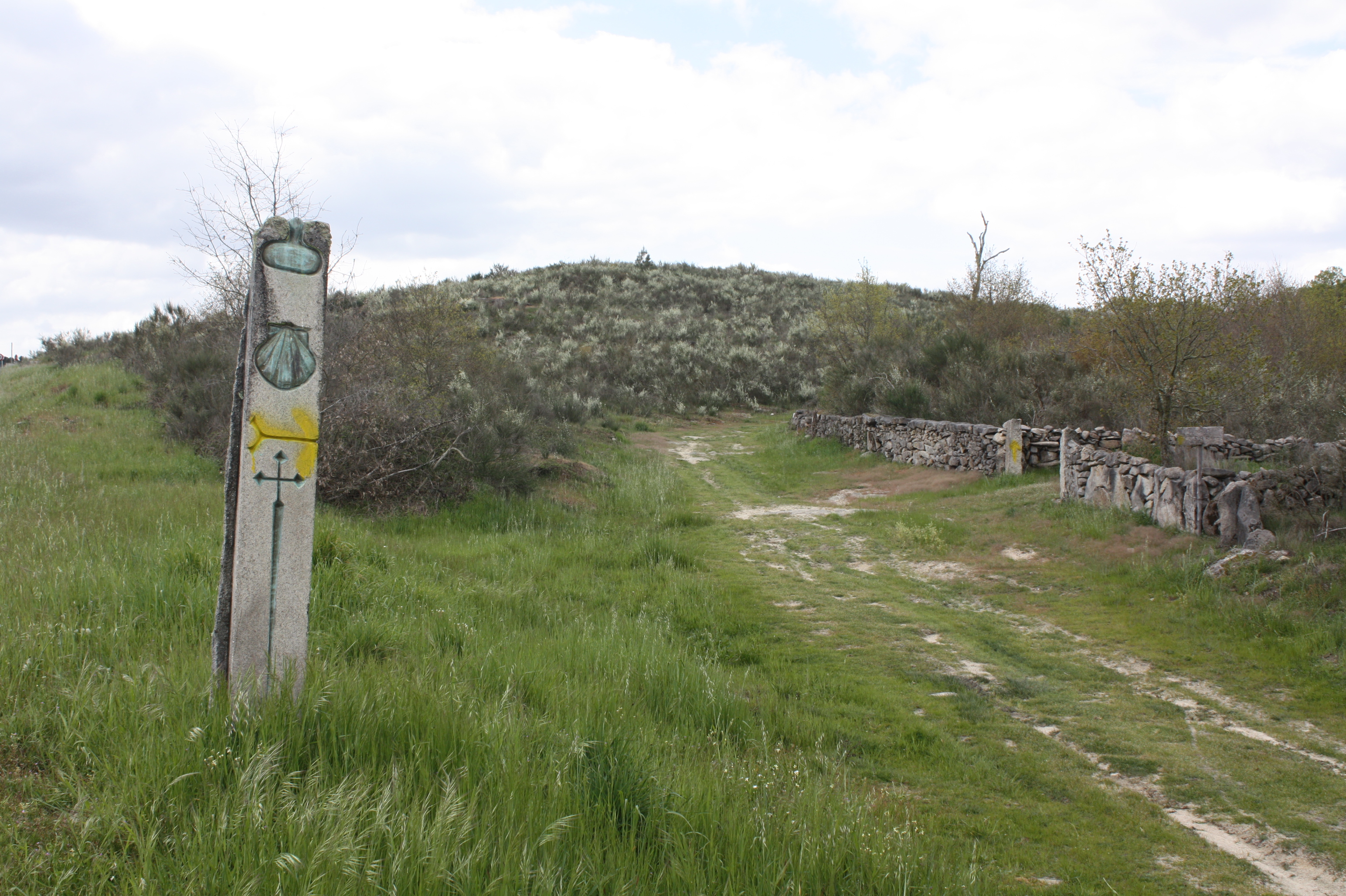
Wegezeichen des Jakobswegs in Amoeiro

Auf einem kurzen Abschnitt am östlichen Ende von Amoeiro führt der Jakobsweg mit der Variante des Camino Mozárabe auf der Etappe von Ourense und nach Cea in der Gemeinde San Cristovo de Cea.

## Sehenswürdigkeiten

### Petroglyphen

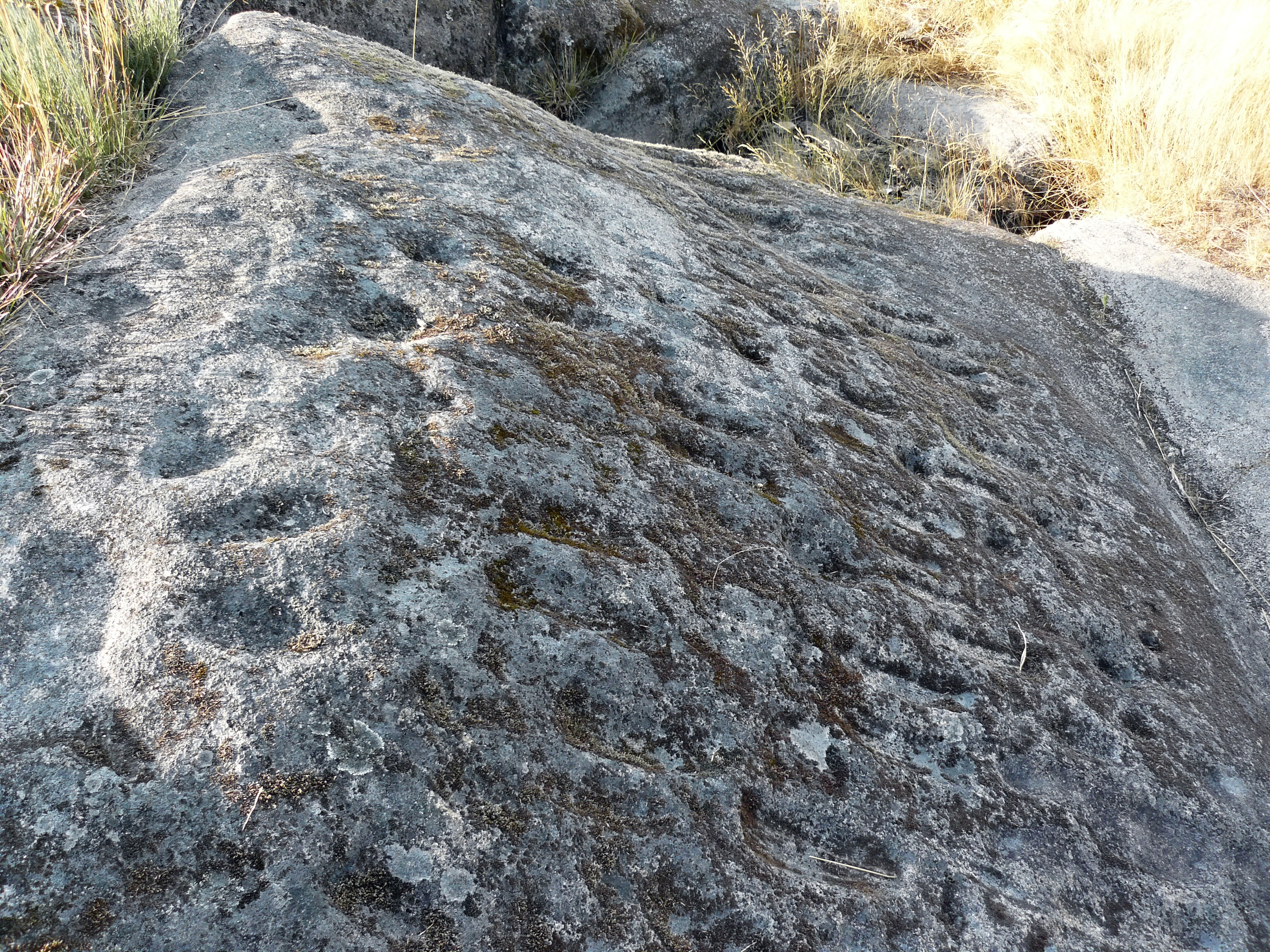
Petroglyphen in Chan da Ferradura

Die Eisenzeit ist in Amoeiro und vor allem in der Gegend von A Bergueira in der Parroquia Trasalba vertreten. An dieser Stelle markieren die Vertiefungen mehrere Felsen und die Spiralen von Tras do Mollón, die Gravuren von Pedra da Ferradura und die Petroglyphen von Abrigo do Raposo und Abrigo da Zarra sind ebenfalls hervorzuheben.

### Castros

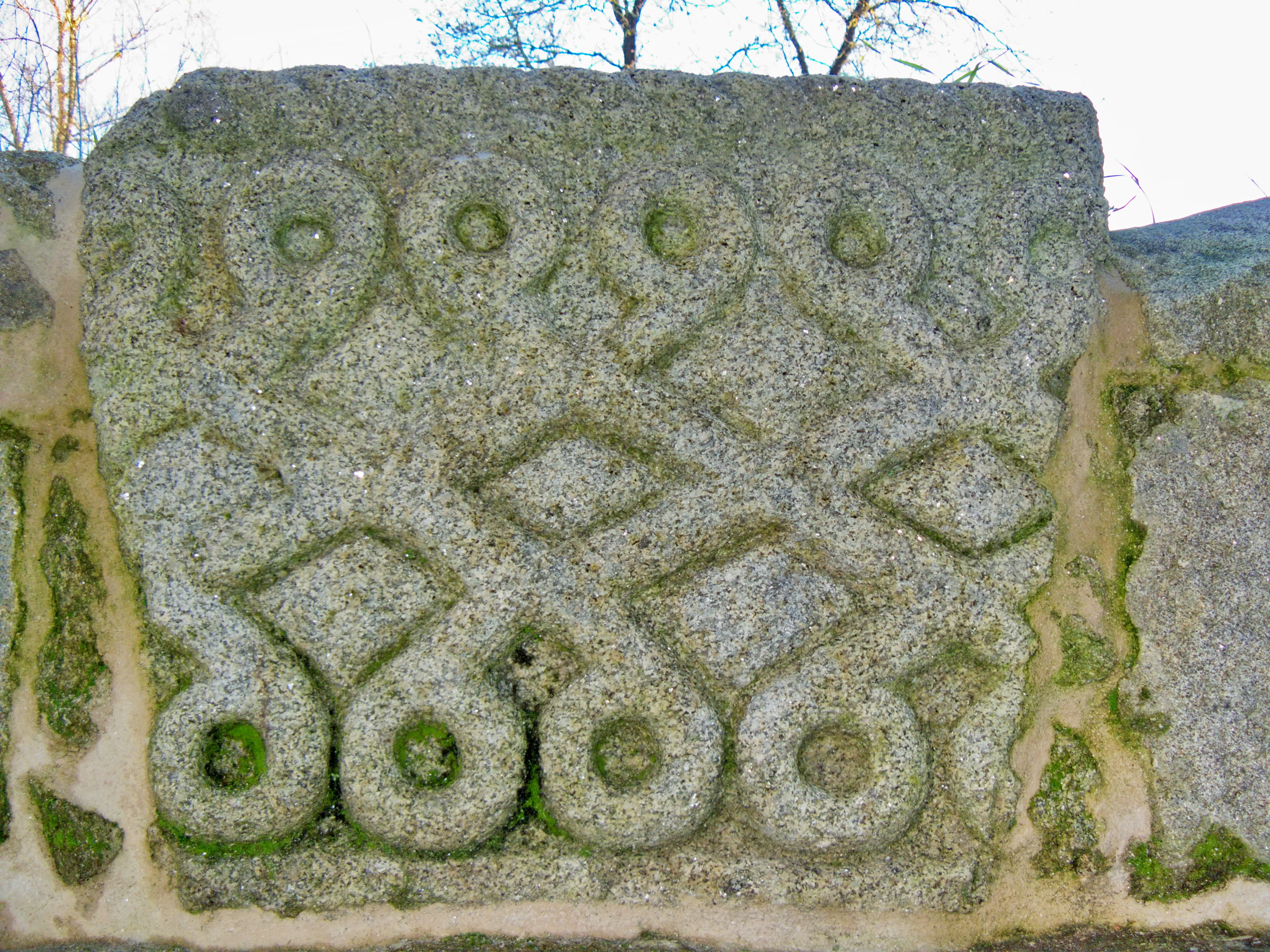
An einem Brunnen wiederverwendeter Castrostein in Fontefria

Die Fülle an Castro-Siedlungen auf der Chaos-Hochebene von Amoeiro ist wahrscheinlich der Grund, warum dieses geografische Gebiet das Land „Terra de Castela“ wurde. In der Gemeinde Amoeiro gibt es Castros in A Poboanza, Fontefría, Igrexa de Cornoces, San Xiao, As Taborelas oder Agro de Centeas, Vendanova und O Formigueiro.
Die Überreste von Gebäuden sind rar und archäologische Ausgrabungen sind erforderlich, um ihr Wissen zu erweitern. In Formigueiro gibt es Felsen, die einen Halbkreis des typischen Castro-Hauses markieren, und vor allem gibt es zahlreiche Überreste von Petroglyphen, unter denen sich die befindet, die sich derzeit an der Fassade der Einsiedelei von O Formigueiro befindet, die in Galicien einzigartig ist für die Anwesenheit einer Reiterfigur. Dieses schöne und einzigartige Relief ist Gegenstand von Veröffentlichungen und bildet derzeit das Wahrzeichen der Pfarrgemeinde. Im selben Bevölkerungszentrum gibt es weitere Petroglyphen, einige eingebettet in Gebäuden und andere in privaten Gärten.
Es gibt auch Castrosteine in Fontefría und San Xiao. Hier ist einer in die Wand eines Brunnens eingetettet und ein weiterer in der Wand der Kapelle. Figuren dieses Typs sind auch in einem Privathaus zu sehen.

### Römerzeit und Mittelalter

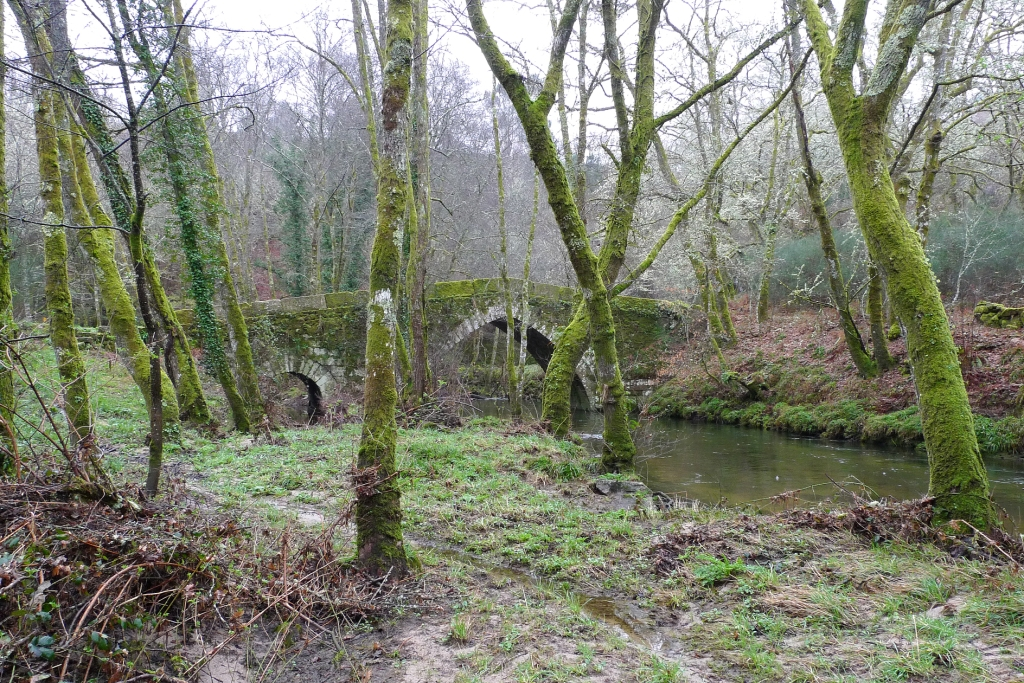
Brücke von San Fiz über den Barbantiño

Die Römer hinterließen ihre Spuren in Amoeiro in Form von zwei Römerstraßen, die eine, die Aquae Flaviae (das heutige Chaves in Portugal) mit Lucus Augusti (dem heutigen Lugo) verband, und die andere, die die frühere portugiesische Stadt mit Iria Flavia (dem heutigen Padrón) verband. Meilensteine, Häuser am Straßenrand oder Wegweiser markierten diesen Durchgang, von denen heute nur noch einer in San Xiao in der Gemeinde übrig ist. Er befindet sich in der örtlichen Kapelle und erfüllt die Funktion eines Taufbeckens. Abgesehen von der etwa 300 Meter lange Römerstraße, die nach der Brücke von San Fiz bereits auf dem Gebiet der Nachbargemeinde Maside beginnt, sind von römischen Überresten nur wenige übrig geblieben.
An der archäologischen Stätte von As Pereiras (Figueiras), einem Ort römischen Ursprungs, gelten Funde der spätere Besetzung durch die Sueben oder Westgoten als Belege für landwirtschaftliche und viehwirtschaftliche Aktivitäten in dieser Zeit. So stechen unter den zahlreichen gefundenen Materialien ein zweiteiliger Keramikofen und eine Gürtelbrosche aus Bronze hervor. Diese wird auf die Zeit zwischen dem fünften und siebten Jahrhundert datiert und befindet sich derzeit im Archäologischen Museum. Überbleibsel aus dieser Zeit sind außerdem eine mehrere Meter tiefe Zisterne auf der Spitze des Castro do Formigueiro und die mittelalterliche Steingravur eines großen Schwertes.
Die Brücke von San Fiz diente als Verbindungsweg nach Santiago de Compostela. Ihre Reparatur im 13. Jahrhundert ist dokumentiert, ihr spezifischer Ursprung ist unbekannt. Während des Baus der Eisenbahn zwischen 1930 und 1940 wurde sie durch Vandalismus von Arbeitern beschädigt. Am selben Fluss wurde auch die Brücke von Mandrás an der Grenze zu San Cristovo de Cea gebaut. Es gibt auch keine genaue Datierung dieser mittelalterlichen Brücke, obwohl bekannt ist, dass sie im 18. Jahrhundert gepflastert wurde.

### Sakralbauwerke
| Parroquia | Beschreibung | Bild |
| --------- | --- | ---- |
| Abruciños | In der Parroquia Abruciños stammt die Kirche von San Xoán ursprünglich aus dem 12. Jahrhundert und besitzt ein im 18. Jahrhundert hinzugefügtes Kirchenschiff. Sie wird von anderen Sakralbauten wie der derzeit verfallenen Kapelle von San Cosmede begleitet, die wahrscheinlich aus dem 12. Jahrhundert stammt, der Kirche von San Rafael aus dem 19. Jahrhundert und das Ortskreuz. |      |
| Amoeiro   | Die Kirche Santa María de Amoeiro wurde im Jahr 1162 errichtet, ihr Chor im Jahr 1750. In ihrer Umgebung befindet sich ein Kreuz und im Ort San Marcos eine Kapelle im Stil des 18. Jahrhunderts, an dem sich ein altes, in Stein gehauenes Grab befindet, dessen Datierung auf das 10. Jahrhundert zurückgeht. |      |
| Bóveda    | Das Frauenkloster San Miguel do Priorato ist eines der Wahrzeichen von Bóveda. Seine Datierung variiert zwischen dem 10. und 12. Jahrhundert. Es wurde konfisziert und befindet sich heute in Privatbesitz. Bemerkenswert sind auch die Kirche San Paio im Stil des 18. Jahrhunderts, die aber ihren Ursprung spätestens im 15. Jahrhundert hat, und drei Flurkreuze in ihrer Umgebung. |      |
| Cornoces  | In der Parroquia Cornoces befindet sich die ländliche Kapelle San Estevo de Sabuxe, die vielleicht die älteste der Gemeinde ist. Das wichtigste Element ist jedoch die Kirche San Martiño de Cornoces aus dem 12. Jahrhundert, die sich auf einem Castro befindet und eine der wertvollsten Inschriften des Landes hat. Bemerkenswert sind auch die Kapellen, die in den verfallenen Pazo de Martinga und den Pazo de Santa Catalina integriert sind, sowie die drei Wegekreuze dieser Parroquia, besonders jenes von Sabariz. In Bubeiras, einem abgelegenen Ort der Parroquia, gibt es neben der Straße einen schönen Bildstock. |      |
| Fontefría | Die Kirche Santa Mariña de Fontefría stammt aus dem 12. Jahrhundert und wurde im 18. Jahrhundert erweitert. In der Nähe befindet sich ein Wegekreuz und in dieser Parroquia befindet sich die Kapelle San Xiao, deren Ursprung um das 12. Jahrhundert datiert ist, mit einem romanischen Altar im Inneren und Castrosteine, die in die Wände integriert sind. |      |
| Parada    | Die Parroquia Parada ist seit dem 18. Jahrhundert dem heiligen Jakobus gewidmet, an dem Datum, an dem die Bruderschaft des Apostels gegründet und die Pfarrkirche gebaut wurde, in die die Kapelle des Pazo de Miranda integriert wurde. Früher gab es die Kapelle von A Poboanza für die Bewohner dieses Ortes und der Nachbardörfer Rairo, Fonte de Rairo und A Teixeira. Sie hatte ihren Ursprung wahrscheinlich im 12. Jahrhundert war dem Jesuskind gewidmet. Das Kreuz in der Nähe wird noch heute genutzt. |      |
| Rouzós    | Die Kirche San Cibrao repräsentiert die Parroquia Rouzós. Sie wurde im 16. und im 18. Jahrhundert wieder aufgebaut basierend auf einem Gebäude, das ursprünglich aus dem Jahr 892 stammt, laut Schriften aus dem Jahr 932. In der Nähe gibt es ein Wegekreuz. |      |
| Trasalba  | Die dem heiligen Petrus gewidmete Kirche in Trasalba stammt aus dem 13. Jahrhundert. Sie zeigt einen Übergang von der Romanik zur Gotik und integriert auch Castro-Elemente. In seiner Umgebung gibt es ein Wegekreuz. Eine besondere Erwähnung verdient die Kapelle, die Mariä Lichtmess in O Formigueiro gewidmet ist. Dieser romanische und unregelmäßige Bau hat an seiner Fassade ein schöner Castrostein, der in Galicien einzigartig ist, da er einen Reiter zu Pferd inmitten einer Herde zeigt. Dieser Stein wurde gefunden, als der Tisch, der als Altar diente, im Jahre 1988 bei Umbauarbeiten umgedreht wurde. Das Artefakt ist derzeit das Wahrzeichen von Amoeiro. Im Dorf Outeiro de Trasalba gibt es vor dem Festplatz einen Bildstock. |      |

### Profanbauwerke

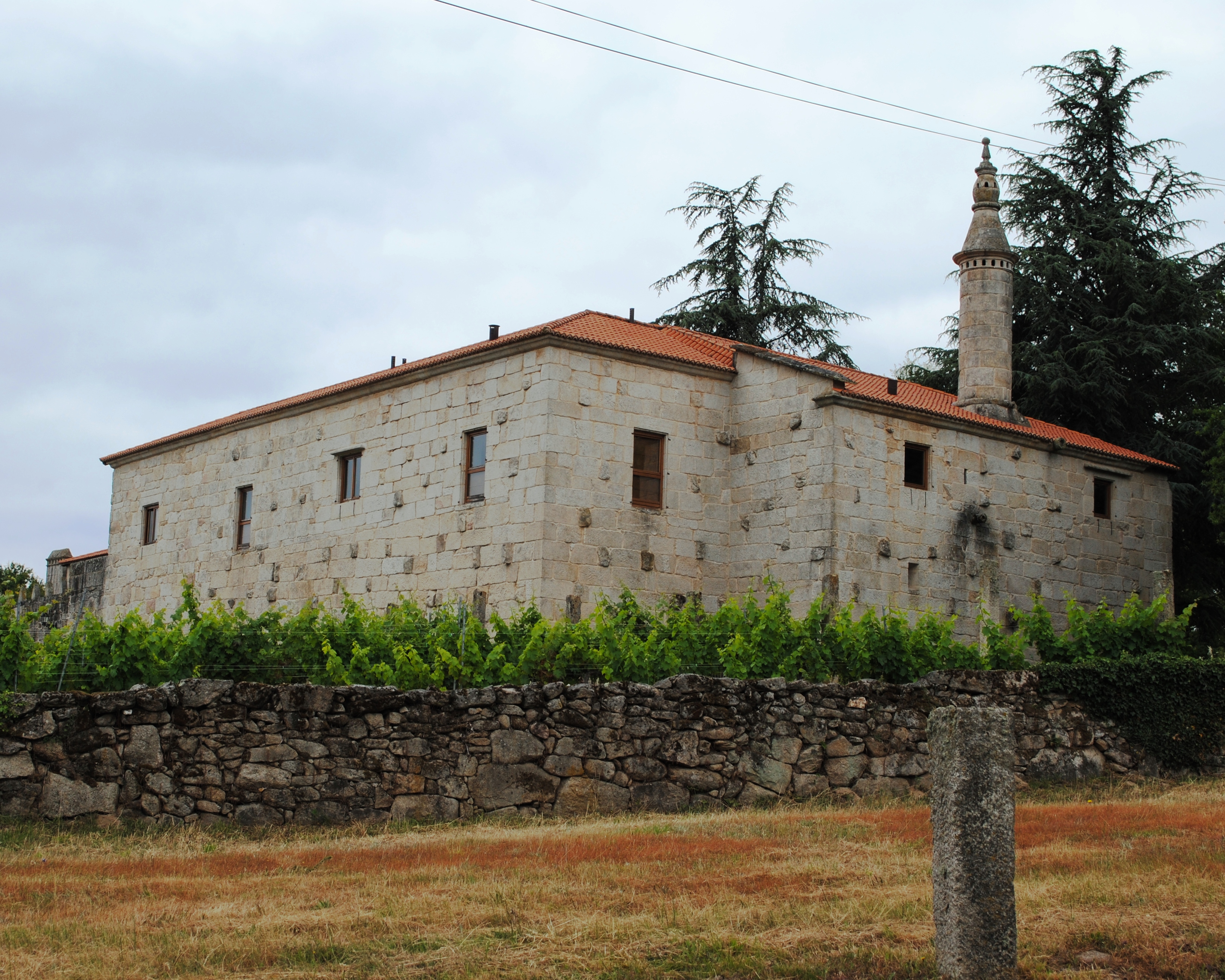
Pazo de San Damián

Die Ursprünge des Pazo de San Damián de Boa Vista in der Parroquia Abruciños gehen auf das 16. Jahrhundert zurück, als Fernando de Boan, ein Pfarrer, die Pousa de Cacabelos errichtete, die später ihren heutigen Namen erhielt. Nach mehreren Besitzerwechseln und einem Brand wurde es verlassen. Filiberto Soto baute das Herrenhaus im Jahr 2000 wieder auf und es erlangte seine Pracht zurück. Heute wird der Pazo von einem renommierten galicischen Unternehmen verwaltet.
In Amoeiro stechen der Pazo de Tranguiolas und die Casa Pacega de Poutás oder Casa dos Sotelo hervor. Der Pazo de Tranguiolas befindet sich im Torre de Amoeiro, dem Ort, an dem sich bis 1880 die städtischen Verwaltungseinheiten befanden und wo nach mündlicher Überlieferung 1871 die Archive verbrannten. Derzeit zeigt der Balkon des Innenhofs des Westflügels eine Inschrift, die auf das Alter des Bauwerks hinweist. Der Ostflügel ist heute von dem verfallenen Vorgängerbau abgetrennt. Die Casa Pacega de Poutás stammt aus dem Jahr 1844, dem Jahr, in dem José Sotelo Puga es erbaute. Seit 1985 ist es im Besitz der Familie Troncoso.
Andere berühmte Häuser in der Gemeinde Amoeiro sind die Casa das Castañas aus dem Jahr 1550, die Casa Palacete de Souto im Besitz von López Araújos, die Casa Solariega Ribadeneiras von 1845 im derzeitigen Besitz der Erben von José Estévez Nájera, die Casa Solariega Ignacio María Moreno aus dem Jahr 1912 und die Casa de Fontes, derzeit im Besitz von José Rivera.
In Bóveda ist das herausragendste Gebäude der Pazo de Coto Martín, eine Turmfestung, die von einem wunderschönen Balkon umgeben ist und neben vielen anderen Attraktionen den längsten Hórreo der Provinz und Bäume umfasst, die für eine einzigartige Katalogisierung geeignet sind. Das Herrenhaus ist unbewohnt.
Andere herausragende Gebäude in der Parroquia Bóveda sind die Casa Solariega de Chacín oder Pousa de Bóveda, vermutlich aus dem 16. Jahrhundert und das Haus Fortaleza de Chacín mit wahrscheinlichem Ursprung im 10. bis 11. Jahrhundert, das im Besitz der Ursprungsfamilie geblieben ist. Beide befinden sich im Ortskern, der heute Outeiro genannt wird, am Eingang von O Burgo. Schließlich ist in dieser Parroquia die Casa Solariega do Tiollo aus dem 16. Jahrhundert hervorzuheben, neben der sich eine schöne Scheune befindet.
Die Parroquia Cornoces hat zwei Vorzeigegebäude, den Pazo de Martinga und den Pazo de Santa Catalina. Das erste Herrenhaus befindet sich derzeit in einem baufälligen Zustand in dem verlassenen Dorf, das es umgab. Sein Ursprung geht auf das 16. Jahrhundert zurück. Heute ist es im Besitz der Familie Paradela.

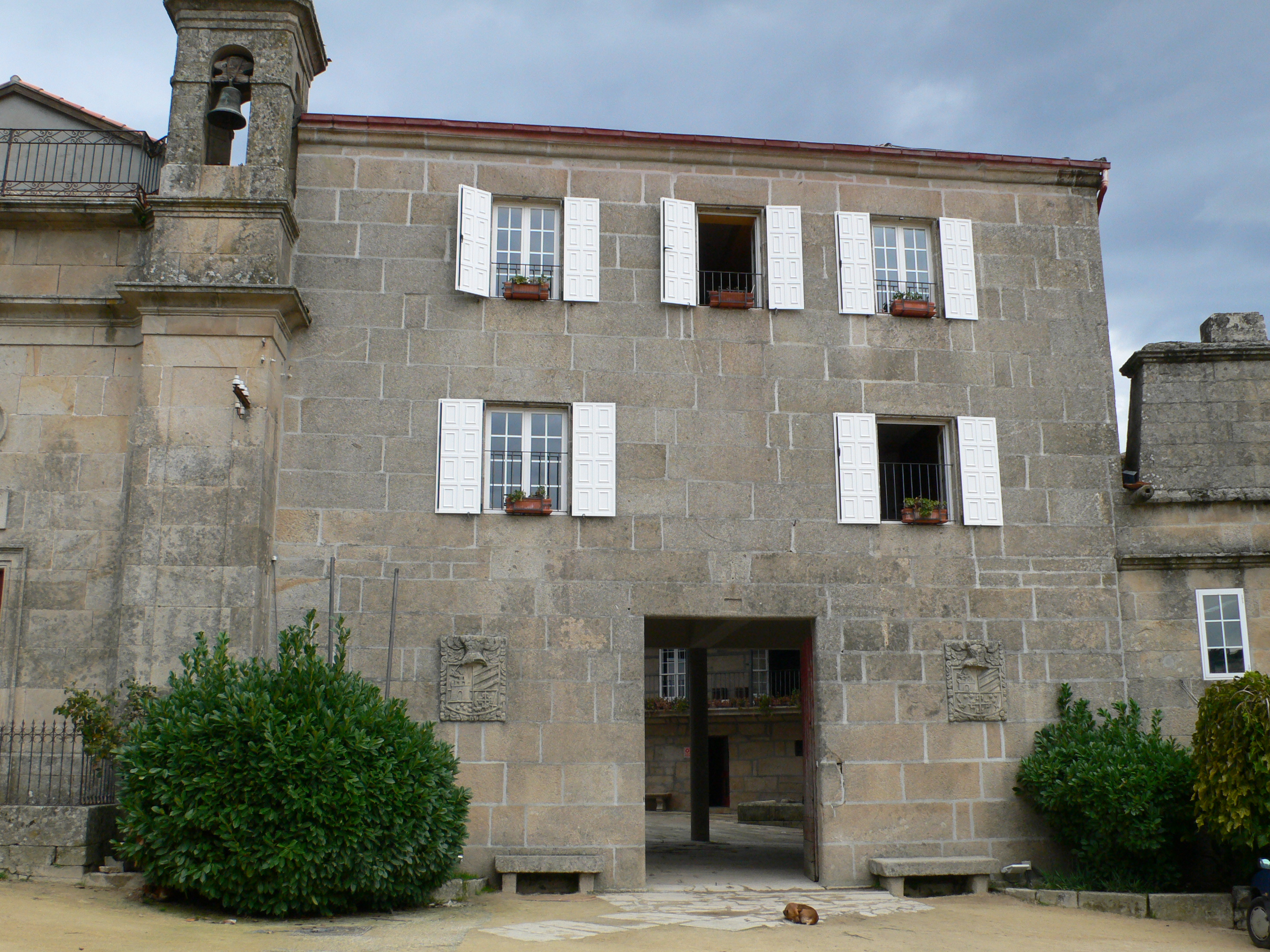
Pazo de Cornoces

Der Pazo de Cornoces war aufgrund seiner Nähe zur Römerstraße als Pousa de Cornoces oder Pousa dos Viandantes bekannt. Sein Name wurde 1882 in den heutigen Namen Pazo Santa Catalina de Cornoces geändert, als seine letzte Besitzerin, Doña Ramona Villar Taboada, ihn dieser Heiligen widmete, zeitgleich mit der Gründung des „Asilo-Colegio“ von Cornoces. Töchter der christlichen Liebe vom heiligen Vinzenz von Paul unterrichteten hier Mädchen und Jungen in Cornoces. Es war in den 1970er Jahren die letzte Einrichtung, in der versucht wurde, jugendliche Straftäter aus verschiedenen Teilen Spaniens sozial zu integrieren. Schließlich verkaufte der Bischof von Ourense, Monsignore Temiño, den Pazo zusammen mit dem Rest des beweglichen und unbeweglichen Kapitals von Doña Ramona an den Vertreter der Caritas für den Betrag von 100 Pesetas. Heute dient es einer Stiftung zur Betreuung von Menschen in einer durch geistige Behinderung bedingten Abhängigkeitssituation.
Der Pazo de Parada in der gleichnamigen Parroquia ist eines der imposantesten großen Häuser der Provinz. Seine Ursprünge gehen auf das 14. Jahrhundert zurück, wobei Teile zu verschiedenen Zeiten gebaut wurden. Die Linien der Familien Enríquez, Salgado und Miranda gingen durch seine Mauern, von denen es schließlich seinen Namen als Pazo de Miranda erhielt. Er besitzt eine breite und mehr als 60 Meter lange Loggia mit künstlerischen Balustraden und Säulen toskanischer Ordnung, auf denen der Balkon und das Dach ruht. Kragsteine setzen die Linie der Säulen im Erdgeschoss und im Obergeschoss fort.
Andere erwähnenswerte Häuser in der Parroquia Parada sind die Casa dos Frades in A Teixeira mit einem Ursprung zwischen dem 10. und 13. Jahrhundert, die Casa Solariega de A Teixeira aus dem Jahr 1731, die Casa dos Nóvoa und die Casa do Carteiro in A Poboanza jeweils aus dem Jahr 1767.

## Wirtschaft
| Ackerbau, Viehzucht und Fischerei                                                  | 047 | 05,22  |
| Industrie                                                                          | 118 | 013,10 |
| Bauwirtschaft                                                                      | 106 | 011,76 |
| Dienstleistungsbetriebe                                                            | 630 | 069,92 |
| Total                                                                              | 901 | 100,00 |
| * Daten aus dem Statistischen Amt für Wirtschaftliche Entwicklung in Galicien, IGE |     |        |

## Verkehr
Die Autobahn AG-53 nach Santiago de Compostela streift das westliche Gemeindegebiet in Nord-Süd-Richtung auf einem nur mehrere hundert Meter langen Abschnitt ohne Ausfahrtmöglichkeit. Die Landstraße OU-0524 durchquert das Gemeindegebiet von Ost nach West und verbindet Amoeiro im Osten mit der Nationalstraße N-525 von Ourense nach Santiago de Compostela und im Westen mit der Nationalstraße N-541 von Punxín nach Pontevedra an der Westküste Galiciens.
Sowohl eine traditionelle als auch eine weitere, für den Hochgeschwindigkeitsverkehr ausgelegte Eisenbahnstrecke durchqueren das westliche Gemeindegebiet jeweils ohne Haltepunkt in Amoeiro.

## Persönlichkeiten
- Ramón Otero Pedrayo (* 5. März 1888 in Ourense; † 10. April 1976 ebenda) war ein spanischer Schriftsteller, der in galicischer Sprache schrieb. Er lebte den größten Teil seines Lebens in der Casa Grande de Cimadevila in der Parroquia Trasalba in Amoeiro, auch bekannt als Pazo Museo Otero Pedrayo, in der sich die Stiftung befindet, die seinen Namen trägt.
- Juan Fernández de Boán (* 1549 im Herrenhaus Pousa de Cacabelos, heute: Pazo San Damián; † 9. Oktober 1615 in Sevilla) war ein spanischer Jurist, der 1606/1607 vorübergehend als Vizekönig von Peru amtierte.
- Darío Cabanelas Rodríguez (* 20. Dezember 1916 in der Parroquia Trasalba in Amoeiro; † 18. September 1992 ebenda), gilt er als einer der bedeutendsten Arabisten des 20. Jahrhunderts.

Er studierte Philosophie und Theologie in Santiago de Compostela und wurde 1940 zum Priester des Franziskanerordens geweiht. Ab 1942 richtete sich sein Studium auf den Abschluss der Philosophie und Geisteswissenschaften, Abteilung Semiotische Philologie, an der Universität Complutense Madrid, wo er einen außerordentlichen Preis erhielt. 1948 promovierte er mit der Arbeit „Juan de Segovia y el problema islámico“, mit der er auch einen besonderen Promotionspreis erhielt. Er war Stipendiat und Mitarbeiter von Miguel Asín Palacios vom Spanischen Institut des Consejo Superior de Investigaciones Científicas (CSIC). Er lehrte die arabische Sprache und Literatur an der Universidad Complutense und seit 1955 an der Universität Granada. Er war ein Schüler von Emilio García Gómez, der über 40 Jahre lang viele Fachleute verschiedener Generationen ausgebildete.
Er schrieb mehr als 100 Bücher, Artikel, Forschungsberichte und Sammelrezensionen und betreute 18 Doktorarbeiten. Er spezialisierte sich auf arabische Linguistik, Literatur und Philosophie. Später bekleidete er hohe Ämter und akademische Würden, wie unter anderem Dekan der Fakultät für Philosophie und Geisteswissenschaften von Granada (1965–1968), Direktor der Abteilung für Arabisch in Granada (1972–1987), Direktor der Schule für Arabische Studien von CSIC in Granada (1972–1984), Mitglied der Königlichen Akademie der Schönen Künste von Granada (1977–1992), Vorsitzender der Veröffentlichungskommission des Alhambra-Rates und des Generalife (1978–1985), Ehrenmitglied des Instituts für die Zusammenarbeit mit der arabischen Welt des spanischen Außenministeriums (1979–1982). 1985 ging er in den Ruhestand und wurde 1987 zum emeritierten Professor der Universität Granada ernannt.
- Antón Pulido Nóvoa, geboren 1944 in der Parroquia Bóveda, ist einer der herausragendsten Maler der galicischen Szene.

Er studierte Bildende Kunst an der Escola Superior San Jorge in Barcelona und war viele Jahre Professor für Zeichnen und Bildende Kunst am Instituto Álvaro Cunqueiro in Vigo sowie Generaldirektor für Kultur der Xunta de Galicia und Direktor des Centro Galego de Arte Contemporánea in Santiago de Compostela.
Seine erste Ausstellung fand 1971 im Ateneo de Ourense statt und nahm seitdem an mehr als 50 Einzel- und Gemeinschaftsausstellungen in Galicien, national und international, teil. In Katalonien vertrat er 1987 Galicien als Gast der Generalitat, zusammen mit Künstlern wie Antonio Saura, Luis García Berlanga, César Manrique und Baltasar Porcel im Rahmen der „Encuentros de Antropología y diversidad hispánica“. Er gab 1978, 1979 und 1981 drei Ordner mit Stichen mit den Titeln „O home“ (deutsch Der Mann), „O abrazo“ (deutsch Die Umarmung) und „A espera“ (deutsch Die Hoffnung) heraus.
Er ist auch mit Verlagsprojekten verbunden, indem er die Sammlung Artistas Galegos des Verlagshauses Nova Galicia Edicións und Buchumschläge des Verlagshauses Ir Indo gestaltet und in einigen von ihnen Gemälde von ihm reproduzierte. Heute nimmt sein Werk, das im fauvistischen Stil mit deutschen Nachkriegsschulen in Verbindung gebracht werden kann, bevorzugte Plätze in nationalen und internationalen Museen und Sammlungen ein. Mit Leidenschaft für soziale Medien verbreitet er Neuigkeiten über seine Arbeit auf seinem eigenen Facebook-Account.